# Izlandi férfi kézilabda-válogatott
Az izlandi férfi kézilabda-válogatott Izland nemzeti férfi kézilabda-válogatottja, melyet az Izlandi Kézilabda-szövetség irányít. Legnagyobb sikerei közé tartozik a 2008-as olimpián szerzett ezüstérem, és a 2010-es Eb-n nyert bronzérem.

## Részvételek

### Kézilabda-világbajnokság
- 1958 – 9. hely
- 1961 – 6. hely
- 1964 – 9. hely
- 1970 – 11. hely
- 1974 – 14. hely
- 1978 – 13. hely
- 1986 – 6. hely
- 1990 – 10. hely
- 1993 – 8. hely
- 1995 – 14. hely
- 1997 – 5. hely
- 2001 – 11. hely
- 2003 – 7. hely
- 2005 – 15. hely
- 2007 – 8. hely
- 2011 – 6. hely
- 2013 – 12. hely
- 2015 – 11. hely
- 2017 – 14. hely
- 2019 – 11. hely
- 2021 – 20. hely
- 2023 – 12. hely
- 2025 – 9. hely

### Kézilabda-Európa-bajnokság
- 2000 – 11. hely
- 2002 – 4. hely
- 2004 – 13. hely
- 2006 – 7. hely
- 2008 – 11. hely
- 2010 –
- 2012 – 10. hely
- 2014 – 5. hely
- 2016 - 13.
- 2018 - 13. hely
- 2020 - 11. hely
- 2022 - 6. hely
- 2024 - 10. hely

### Olimpia
- 1972 – 12. hely
- 1984 – 6. hely
- 1988 – 8. hely
- 1992 – 4. hely
- 2004 – 9. hely
- 2008 –
- 2012 – negyeddöntő

## Híres egykori játékosok
- Alfreð Gíslason
- Guðmundur Guðmundsson
- Dagur Sigurðsson
- Patrekur Jóhannesson
- Geir Sveinsson
- Guðmundur Hrafnkelsson
- Héðinn Gilsson
- Július Jónasson
- Kristján Arason
- Sigurður Sveinsson
- Valdimar Grímsson
- Bjarki Sigurðsson
- Roberto Julián Duranona

## Szövetségi kapitányok
- Guðmundur Guðmundsson (2001–2004)
- Viggó Sigurðsson (2004–2006)
- Alfreð Gíslason (2006–2008)
- Guðmundur Guðmundsson (2008–2012)
- Aron Kristjánsson (2012–2016)
- Geir Sveinsson (2016–2018)
- Guðmundur Guðmundsson (2018–2023)[1]
- Snorri Guðjónsson (2023–)

## Külső hivatkozások
- A nemzeti válogatott
- Az Izlandi Kézilabda-szövetség hivatalos honlapja